# World Series of Poker 1978
1978 års World Series of Poker pokerturnering (WSOP) hölls vid Binion's Horseshoe.

## Inledande event
| Event                        | Vinnare            | Pris (USD) | Tvåa  |
| ---------------------------- | ------------------ | ---------- | ----- |
| $10 000 Deuce to Seven Draw  | Billy Baxter       | $90 000    | Okänt |
| $1 000 Seven Card Razz       | Gary Berland       | $19 200    | Okänt |
| $500 Seven Card Stud         | Gary Berland       | $17 100    | Okänt |
| $5 000 Seven Card Stud       | Doyle Brunson      | $68 000    | Okänt |
| $1 000 No Limit Hold'em      | Aubrey Day         | $42 600    | Okänt |
| $200 Ladies' Seven Card Stud | Terry King         | $10 080    | Okänt |
| $5 000 Draw High             | Lakewood Louie     | $21 000    | Okänt |
| $1 500 No Limit Hold'em      | Hans "Tuna" Lund   | $46 800    | Okänt |
| $1 000 Seven Card Stud Split | David "Chip" Reese | $22 200    | Okänt |
| $1 000 Ace to Five Draw      | Henry Young        | $19 200    | Okänt |

## Main Event
42 stycken deltog i Main Event. Varje deltagare betalade $10 000 för att delta. Detta var första gången som prispotten delades upp mellan spelarna.

### Finalbordet
| Placering | Namn               | Pris     |
| --------- | ------------------ | -------- |
| 1         | Bobby Baldwin      | $210 000 |
| 2         | Crandell Addington | $84 000  |
| 3         | Louis Hunsucker    | $63 000  |
| 4         | Buck Buchanan      | $42 000  |
| 5         | Jesse Alto         | $21 000  |
| 6         | Ken Smith          | Inget    |